# 三平棋
三平棋（Simpei），或譯針平棋，是高橋晉平在2005年推出的兩人棋類，由萬代遊戲公司出版。

## 棋具
- 每方有四枚棋子，以兩色區分。
- 棋盤為十六個灰色洞，每四個灰色洞中間又有一白色洞，共九個白色洞。灰色洞被稱為上世界；白色洞為下世界。每個洞可都插入一枚棋子。

## 棋規
对弈过程分两階段，先放子，直到手邊的棋子都放下为止，則進入走子階段。
- 放子，对弈双方輪流将一己子放入棋盘中。第一位放的第一枚棋子，只能放在上世界的中間四個灰色洞。
- 走子，移動一枚棋子需移到不同世界的任何空棋洞。
- 当兩枚己棋主動把同世界的一或多枚敵棋夾在，則把該敵棋放置任何世界的任何空洞中。
- 正好三枚己棋主動在同世界連成一線即獲勝，與不同世界的棋無關，四枚相連一線則不算。[2]

## 外部連結
- 遊戲介紹（页面存档备份，存于）
- 線上遊戲（页面存档备份，存于）